# Château d'Obercastel
Le château d'Obercastel, également appelé château de Castell est un château situé dans le village suisse de Tägerwilen, dans le canton de Thurgovie.

## Histoire
Konrad Vogt a fait bâtir l'actuel château en 1585 à la place de l'ancien château. Passé à la famille Zollikofer de Saint-Gall, le château est remanié en 1725.
Le château devient la propriété de la famille Scherer, qui le transforme entre 1878 et 1894, puis, à la famille von Stockar en 1901. Il est inscrit comme bien culturel suisse d'importance nationale.